# Geórgios Khatzís
Geórgios Khatzís (en grec: Γεώργιος Χατζής), també conegut pel nom de ploma Pelleren, (Ioànnina, 1881 – Atenes, 1930) fou un escriptor i periodista grec.
Khatzís va néixer a Ioànnina, al nord-oest de Grècia, quan la ciutat encara estava sota administració de l'Imperi Otomà. Es graduà a l'Escola Zosimaia de Ioànnina i, després, assistí a la Universitat d'Atenes per cursar Medicina. No obstant això, no va poder acabar els seus estudis per causa de dificultats econòmiques. Aleshores, s'entornà a Ioànnina i esdevingué professor a Vourbiani, Konitsa. L'any 1909, Khatzís fou escollit editor del periòdic Epirus (Ήπειρος), per l'Associació Política Hel·lènica de Ioànnina. A les columnes d'Epirus recolzà els drets de la població grega de la regió contra la mala gestió i el mal govern de les autoritats otomanes d'aleshores. Per aquest tipus d'activitat fou sentenciat a mort pels otomans però, gràcies a les Guerres Balcàniques i la retirada de les tropes otomanes, va poder salvar la vida. Durant 1914-1915 participà en els esdeveniments que van succeïts a l'Epir Septentrional pels nadius grecs contra l'annexió al nou Principat d'Albània i recolzà les activitats del Govern provisional.
Després de les Guerres Balcàniques i la consegüent incorporació de la seva terra natal a Grècia, Khatzís recolzà el projecte d'organització d'un club literari a Ionànnina amb la seva pròpia llibreria, amb l'objectiu de promocionar la literatura i les arts a la ciutat. Finalment, el Club Educacional (Εκπαιδευτικός Όμιλος) de Ioànnina fou fundat l'any 1924 i Khatzís, juntament amb altres figures prominents de la regió, com ara Christos Christovasilis, esdevingueren membres del comitè administratiu. Continuà el seu treball al periòdic Epirus fins a la seva mort l'any 1930.
Una estàtua en honor seu s'erigeix a l'Arbreda del Poeta (Άλσος Ποιητών) de Ioànnina. Khatzís va tenir dos fills, un d'ells, Dimítrios Khatzís, també va esdevenir un escriptor i periodista notable.